# Magnus Sjöberg
Karl Gustaf Magnus Sjöberg, född 26 september 1927 i Klinte på Gotland, död 29 december 2024 i Östertälje distrikt, var en svensk jurist.
Sjöberg avlade juris kandidatexamen vid Uppsala universitet 1953, genomförde tingstjänstgöring 1953–1956, blev extra fiskal vid Svea hovrätt 1956, var tingssekreterare i Nedansiljans domsaga 1957–1959, tillförordnad rådman i Visby rådhusrätt 1959–1961, adjungerad ledamot av Svea hovrätt 1961–1962, assessor 1963 och hovrättsråd 1969. Han var biträdande sekreterare i första lagutskottet 1963–1964, sekreterare där 1964–1965, sakkunnig i Justitiedepartementet 1965–1967, tjänsteförrättande departementsråd i statsrådsberedningen 1967, rättschef där 1967–1972.
Han var regeringsråd 1972–1978, riksåklagare 1978–1989, utnämndes åter till regeringsråd och ordförande på avdelning i Regeringsrätten 1989 och var ordförande i Regeringsrätten 1990–1994.

## Utmärkelser
- Kommendör av Nordstjärneorden, 18 november 1971.[6]

## Filmografi
- 2005 - Styckmordet (Berättelsen om en rättsskandal)